# 60-й Берлинский международный кинофестиваль
60-й Берлинский международный кинофестиваль проводился с 11 по 21 февраля 2010 года.
Председателем жюри кинофестиваля являлся немецкий кинорежиссёр Вернер Херцог.
В конкурсной программе кинофестиваля участвовал фильм Алексея Попогребского «Как я провёл этим летом». Кроме того, в рамках программы «Панорама» демонстрировались ещё два российских фильма — «Весельчаки» Феликса Михайлова и «Пропавший без вести» Анны Фенченко. Впервые за всю историю Берлинского кинофестиваля в качестве фильма открытия программы «Панорама» была выбрана российская картина — этой чести были удостоены «Весельчаки» Феликса Михайлова. Наконец, в рамках программы «Форум» также был заявлен российский фильм «Я» Игоря Волошина.

## Жюри фестиваля
- Вернер Херцог — председатель жюри
- Франческа Коменчини (Италия)
- Нуруддин Фарах (Сомали)
- Рене Зеллвегер (США)
- Корнелия Фро́бёсс (Германия; нем. Cornelia Froboess)
- Хосе Мария Моралесс (Испания)
- Юй Нань (Китай)

## Фильмы конкурсной программы
В конкурсную программу вошли следующие фильмы:
- «Вместе порознь» (режиссёр Ван Цяньань, Китай)
- «Вопль» (режиссёр Роб Эпштейн, Джефри Фридмен, США)
- «Довольно добрый человек» (режиссёр Ханс Петтер Моланд, Норвегия)
- «Головоломка» (режиссёр Наталия Смирнофф, Аргентина—Франция)
- «Грабитель» (режиссёр Беньямин Гейзенберг, Германия—Австрия)
- «Гусеница» (режиссёр Кодзи Вакамацу, Япония)
- «Гринберг» (режиссёр Ноа Баумбах, США)
- «Еврей Зюсс» (режиссёр Оскар Рёлер, Германия—Австрия)
- «Если бы я хотел свистеть, то свистел бы» (режиссёр Флориан Шербан, Румыния—Швеция)
- «Женщина, пушка и лапша» (режиссёр Чжан Имоу, Китай)
- «Как я провёл этим летом» (режиссёр Алексей Попогребский, Россия)
- «Последний Мамонт Франции» (режиссёр Бенуа Делепин, Гюстав де Керверн, Франция)
- «Мёд» (режиссёр Семих Капланоглу, Турция)
- «На пути» (режиссёр Ясмила Жбанич, Германия—Босния и Герцеговина—Австрия)
- «Охотник» (режиссёр Рафи Питтс, Германия—Иран)
- «Субмарино» (режиссёр Томас Винтерберг, Дания)
- «Призрак» (режиссёр Роман Полански, Франция—Германия—Великобритания)
- «Семья» (режиссёр Пернилла Фишер Кристенсен, Дания)
- «Убийца внутри меня» (режиссёр Майкл Уинтерботтом, США—Великобритания)
- «Шахада» (режиссёр Бурхан Курбани, Германия)

## Внеконкурсная программа
- «Выход через сувенирную лавку» (режиссёр Бэнкси, Великобритания)
- «Детки в порядке» (режиссёр Лиза Холоденко, США)
- «Меня зовут Кхан» (режиссёр Каран Джохар, Индия)
- «Пожалуйста, дай» (режиссёр Николь Холофсенер, США)
- «Остров проклятых» (режиссёр Мартин Скорсезе, США) — фильм открытия фестиваля
- «О её брате» (режиссёр Едзи Ямада, Япония) — фильм закрытия фестиваля

## Победители

### Основная конкурсная программа
- «Золотой медведь» (главный приз) — «Мёд» (режиссёр Семих Капланоглу)
- «Серебряный медведь» (гран-при жюри) — «Если бы я хотел свистеть, то свистел бы» (режиссёр Флориан Шербан)
- «Серебряный Медведь» за лучшую режиссуру — Роман Полански (Призрак)
- «Серебряный Медведь» лучшей актрисе — Синобу Тэрадзима («Гусеница»)
- «Серебряный Медведь» лучшему актёру — Григорий Добрыгин и Сергей Пускепалис («Как я провёл этим летом»)
- «Серебряный медведь» за выдающийся вклад в искусство — Павел Костомаров («Как я провёл этим летом»)
- «Серебряный медведь» за лучший сценарий — Ван Куанан и На Джин («Вместе порознь»)
- Премия Альфреда Бауэра (за открытие новых путей в киноискусстве) — «Если бы я хотел свистеть, то свистел бы» (режиссёр Флориан Шербан)
- Приз Экуменического жюри — «Мёд» (режиссёр Семих Капланоглу)
- Приз жюри Международной федерации кинопрессы — «Одна семья» (режиссёр Пернилла Фишер Кристенсен)
- Приз жюри Немецкой гильдии артхаусных кинотеатров — «Шахада» (режиссёр Бурхан Квурбани)

### Другие награды
- «Лучший дебютный фильм» — «Себбе» (режиссёр Бабак Наджафи)
- «Почётный Золотой медведь» — Ханна Шигулла
- «Почётный Золотой медведь» — Вольфганг Кольхаазе
- «Хрустальный медведь» за лучший фильм конкурса для юношества Поколение 14+ — «Нойкельн без границ» (режиссёры Агостино Имонди, Дитмар Ратш)
- «Хрустальный медведь» за лучший фильм конкурса для детей «Отражение радуги» (режиссёр Алекс Ло)